# 2004 VA76
2004 VA76, também escrito como 2004 VA76, é um objeto transnetuniano que está localizado no Cinturão de Kuiper, uma região do Sistema Solar. Este corpo celeste é classificado como um cubewano. Ele possui uma magnitude absoluta de 6,8 e tem um diâmetro estimado com 192 km.

## Descoberta
2004 VA76 foi descoberto no dia 9 de novembro de 2004 pelo astrônomo Marc W. Buie.

## Órbita
A órbita de 2004 VA76 tem uma excentricidade de 0,000 e possui um semieixo maior de 43,946 UA. O seu periélio leva o mesmo a uma distância de 43,946 UA em relação ao Sol e seu afélio a 43,946 UA.